# Mathew Wilkinson
Mathew Wilkinson ist ein australischer Schauspieler.
Mathew Wilkinson spielt seit 1999 Rollen in australischen und US-amerikanischen Kinofilmen und Fernsehserien.
2010 produzierte er den Kurzfilm Gold Class, für den er auch das Drehbuch schrieb.

## Filmografie
- 1999: Two Hands
- 2000: Witzige Leute (Sample People)
- 2000: Mission: Impossible II
- 2001: Head Start (Fernsehserie, drei Folgen)
- 2002: White Collar Blue (Fernsehserie, eine Folge)
- 2003: Gefährliche Brandung 2 (Liquid Bridge)
- 2004: Dope
- 2005: Stealth – Unter dem Radar (Stealth)
- 2007: Ghost Rider
- 2007: Storm Warning
- 2011: East West 101 (Fernsehserie, zwei Folgen)
- 2016: Cleverman (Fernsehserie, zwei Folgen)